# ماني نيفيس
ماني نيفيس (بالإنجليزية: Manny Neves)‏ هو لاعب كرة قدم أمريكي في مركز الوسط، ولد في 13 أبريل 1960 في الأزور في البرتغال. لعب مع نادي غوادالاخارا.